# Maurice Gosfield
Maurice Lionel Gosfield (Nova York, 28 de janeiro de 1913 – Nova York, 19 de outubro de 1964) foi um ator americano de teatro, cinema, rádio e televisão, mais lembrado por interpretar o soldado Duane Doberman na comédia dos anos 50 The Phil Silvers Show (1955–59) e dublando Batatinha (Benny the Ball) em  Manda Chuva (1961-1962). 

## Vida pregressa
Gosfield nasceu na cidade de Nova York e foi criado na Filadélfia e, mais tarde, em Evanston, Illinois. Durante a Segunda Guerra Mundial, ele serviu no Exército dos EUA como técnico de quarta série (T / 4) na 8ª Divisão Blindada.

## Carreira
Ele começou a atuar com os atores Ralph Bellamy e Melvyn Douglas em Evanston, em 1930. Em 1937, ele estreou na Broadway como Manero na peça Siege. Na mesma década trabalhou em A Floresta Petrificada, Três Homens a Cavalo e Serviço de Quarto. Ele também fez várias aparições em programas de rádio.

### The Phil Silvers Show
De 1955 a 1959, Gosfield interpretou o soldado Duane Doberman no The Phil Silvers Show (intitulado You'll Never Get Rich - Você nunca ficará rico-  em sua primeira temporada). Doberman foi escrito como o soldado mais pobre. O ator originalmente contratado para o papel foi Maurice Brenner, mas Brenner teve seu papel trocado, passando a interpretar o soldado Irving Fleischman.  
Em 1959, Gosfield foi indicado ao Primetime Emmy Award de Melhor Ator Coadjuvante em uma série de comédia para o programa. Nesse mesmo ano, ele novamente interpretou o soldado Doberman no programa de televisão Keep in Step e fez sua última aparição como esse personagem, no ano seguinte, quando ele atuou no The Jack Benny Program. 
Em 1961, Gosfield apareceu no filme The Teenage Millionaire (1961). Gosfield também deu a voz a Benny the Ball na série de desenhos animados Manda Chuva que foi parcialmente baseada na série Sargento Bilko. Seu último papel foi no filme de 1963, The Thrill of It All, interpretando um motorista de caminhão. Em 1964, ele fez teste de elenco, sem sucesso, para o papel do tio Fester na série de TV The Addams Family. 

## Vida pessoal
Gosfield nunca se casou e não teve filhos. Com 1,52m e pesando mais de 90 quilos, Gosfield disse certa vez ao escritor de TV Bert Resnik que ele era "muito feio para se casar". Em 1957, ele recebeu o prêmio "Bacharel em TV do ano" pela Sociedade de Solteiros da América.     

## Morte
Em 19 de outubro de 1964, Gosfield morreu no Hospital Will Rogers Memorial em Saranac Lake, Nova York, aos 51 anos. Ele estava no hospital desde o verão anterior, sofrendo de uma série de doenças, incluindo diabetes, problemas cardíacos e outras complicações. Ele está enterrado no Cemitério Nacional de Long Island. 

## Legado
A DC Comics publicou onze edições de uma história em quadrinhos do soldado Doberman entre1957 a 1960.
Phil Silvers, em sua autobiografia de 1973, disse sobre Gosfield que ele tinha uma pomposidade e condescendência fora da tela e "pensava em si mesmo como Cary Grant interpretando um homem baixo e rechonchudo". Silvers continuou: "Ele começou a ter ilusões. Ele não percebeu que as situações em que trabalhava, além das linhas pontiagudas fornecidas por Nat e outros escritores, o divertiam. "Por sua parte, Gosfield gritou: "Sem mim, o show de Bilko não seria nada".

## Filmografia
- Ma and Pa Kettle Go to Town - Vendedor de ingressos de turismo de Nova York (1950) (sem créditos)
- Os Novos Recrutas - Filme para TV - Unip. Mulrooney (1955)
- Verão em Nova York - Filme em TV (1960)
- Milionário Adolescente - Ernie (1961)
- A emoção de tudo isso - Truck Driver (1963)

### Televisão
- O relógio - episódio - episódio # 1.25 (1949)
- We the People - episódio - Episódio datado de 15 de fevereiro de 1952 - Ele mesmo (1952)
- The Phil Silvers Show - 138 episódios - PVT. Duane Doberman (1955-1959)
- The Ed Sullivan Show - episódios - Episódio 9.47 e Episódio 12.16 - Unip. Duane Doberman / Ele mesmo (1956-1958)
- The Steve Allen Plymouth Show - episódio - Episódio # 3.34 - Ele mesmo - Convidado (1958)
- Especial Phil Silvers Pontiac: Mantenha-se em Passo - Especial TV - Unip. Duane Doberman (1959)
- The Jack Benny Program - episódio - Maurice Gosfield / Amateur Show - Ele mesmo / Unip. Duane Doberman (1960)
- Uma Família Feliz - episódio - Big Night - Fred (1961)
- Os Detetives - episódio - Missão Secreta - Angie (1961)
- The Red Skelton Hour - episódio - San Fernando e a ilha de Kaaka Maami - Millionaire (1961)
- The Jim Backus Show - episódio - Antigo jogo do exército - Soldado Dilly Dillingham (1961)
- Top Cat - 30 episódios - Benny the Ball (1961-1962)